# 慕容彪
慕容 彪（ぼよう ひょう、生没年不詳）は、五胡十六国時代の前燕の人物。鮮卑慕容部の大人慕容廆の子。

## 生涯
前燕に仕え、左将軍に任じられていた。
建元2年（344年）1月、燕王慕容皝は宇文部の南羅大渉夜干の居城を威徳城と改め、慕容彪に守らせた。後趙の天王石虎は右将軍白勝・并州刺史王覇に威徳城を攻めさせたが、攻略できずに撤退した。慕容彪は追撃をかけて、後趙軍を大破した。
永和7年（351年）8月、輔国将軍慕容恪は慕容彪に冉魏の寧北将軍白同・中山郡太守侯龕が守る唐城を攻めさせた。慕容彪は中山を攻略、白同を討ち取り、侯龕・幽州刺史劉準を降伏させた。
元璽2年（353年）12月、衛将軍慕容恪・撫軍将軍慕容軍とともに幾度も上表して、給事黄門侍郎慕容覇に命世の才があるとして、大任を委ねるよう勧めた。燕王慕容儁はこれを容れ、慕容覇を使持節・安東将軍・北冀州刺史に昇進させ、常山に鎮させた。
元璽3年（354年）4月、武昌王に封じられた。
これ以後の事績は、史書に記されていない。

## 家系

### 父
- 慕容廆

### 兄弟
- 慕容翰 - 庶長子
- 慕容皝 - 嫡長子で三男
- 慕容仁
- 慕容昭
- 慕容幼
- 慕容稚
- 慕容軍
- 慕容汗
- 慕容評

### 姉妹
- 慕容氏 - 代王拓跋什翼犍にとついだ